# Religión en Namibia
La religión en Namibia es practicada por una mayoría cristiana, donde predomina el protestantismo y el luteranismo es la confesión con el mayor número de seguidores entre los namibios, con alrededor de la mitad de la población nacional. La Iglesia católica en Namibia es la segunda denominación cristiana con la mayor cantidad de adeptos. La Constitución de Namibia garantiza la libertad de culto dentro de un Estado laico, en una sociedad con altos niveles de participación en la vida religiosa nacional y una baja irreligiosidad.

## Cristianismo
Para los asuntos de carácter ecuménico, las comunidades cristianas se encuentran agrupadas en el Consejo de Iglesias en Namibia, una entidad que opera como organización paraguas entre las diferentes confesiones cristianas independientes entre sí.

### Luteranismo

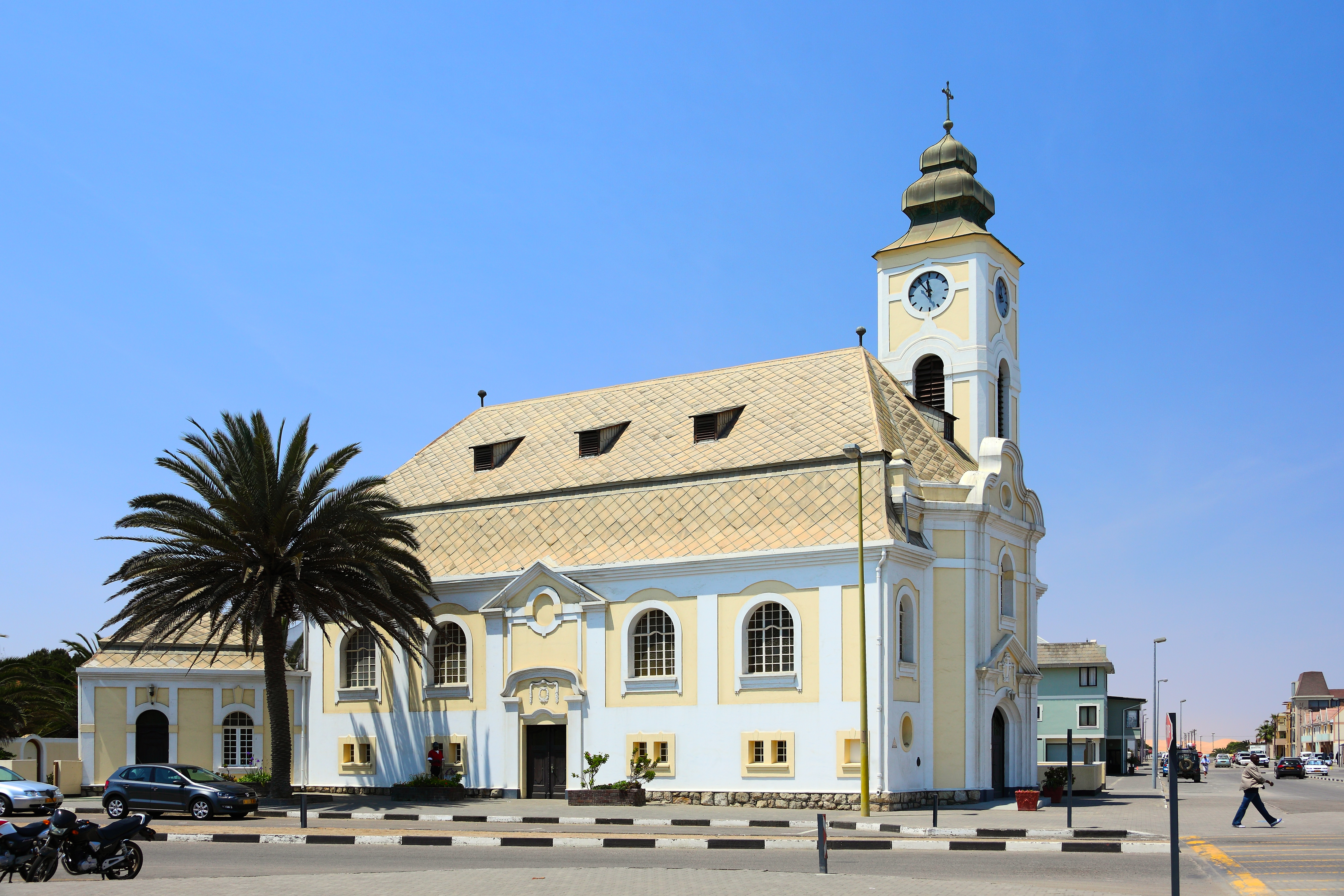
Iglesia Evangélica Luterana de Swakopmund

Los inmigrantes y colonos europeos en el actual territorio namibio trajeron las enseñanzas de Martín Lutero y de la Reforma protestante. Namibia formó parte del Imperio colonial alemán bajo la colonia llamada África del Sudoeste Alemana entre 1884 y 1914, lo que facilitó la llegada de inmigrantes alemanes, quienes en su mayoría profesaban el luteranismo. También llegaron inmigrantes finlandeses, dentro de los cuales había un grupo de misioneros luteranos de la Misión Evangélica Luterana Finlandesa, quienes se establecieron principalmente al norte del país, próximos a la frontera con Angola.
El luteranismo namibio se subdivide en tres denominaciones:
- La Iglesia Evangélica Luterana en Namibia, fundada en 1954;
- La Iglesia Evangélica Luterana en la República de Namibia, creada en 1957;
- La Iglesia Evangélica Luterana Germanófona en Namibia, fundada en 1960.

### Catolicismo

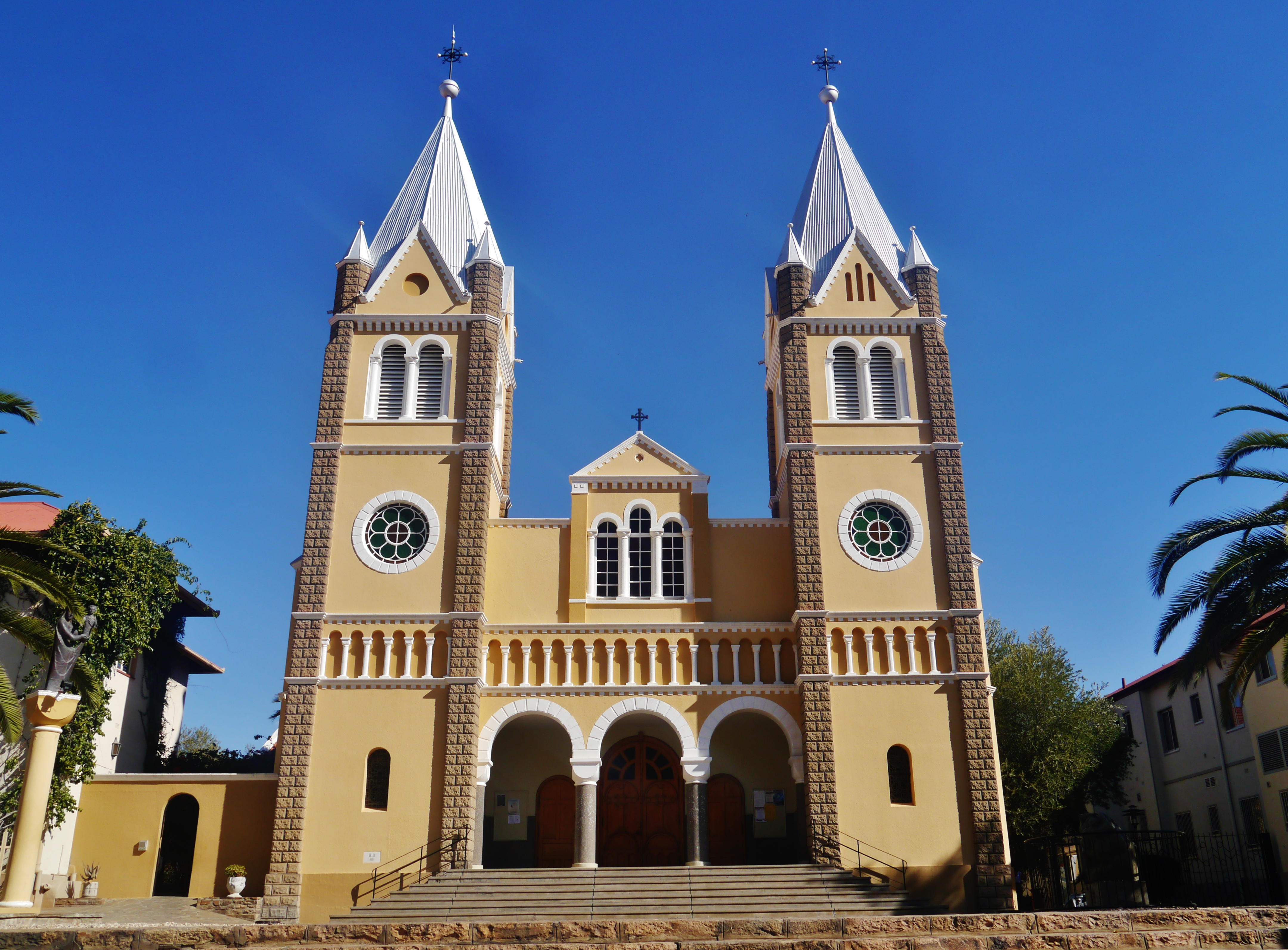
Catedral de Santa María, Windhoek

La Iglesia católica es la segunda mayor denominación cristiana en Namibia, con más de un 20% de la población nacional que declara confesar dicha religión. En términos jurisdiccionales, la iglesia está dividida en tres circunscripciones eclesiásticas: la arquidiócesis de Windhoek, la diócesis de Keetmanshoop y el vicariato apostólico de Rundu.
La Santa Sede mantiene relaciones diplomáticas con Namibia a través de una Nunciatura Apostólica titular, pero no tiene personal y, en la práctica, depende de la Nunciatura Apostólica en Sudáfrica con sede en Pretoria.

### Otras denominaciones cristianas
La diócesis de Namibia es la única de la Comunión Anglicana para todo el territorio namibio, siendo la Catedral de San Jorge de Windhoek el templo de mayor relevancia jerárquica a nivel nacional. Su presencia es más numerosa al norte del país. Existen otras minorías importantes de iglesias bautistas, metodistas, de la Iglesia de Jesucristo de los Santos de los Últimos Días, Adventistas del Séptimo Día, varias iglesias sionistas (que practican una mezcla de creencias tradicionales africanas) y pentecostales.

## Religiones minoritarias
Existen pequeños grupos en el país que practican religiones no cristianas, las cuales son consideradas como religiones minoritarias. Entre las que se cuentan, están las religiones tradicionales africanas, generalmente de naturaleza animista con elementos de sincretismo con las religiones abrahámicas; los musulmanes, cuya mayoría practica el islam suní, como también judíos, budistas y de la fe bahaí.